# 聖心女子大学パレス
聖心女子大学パレス（せいしんじょしだいがくパレス）は、東京都渋谷区にある大正時代の和風宮殿建築。

## 沿革
- 江戸時代、下総佐倉藩堀田家の下屋敷となる。
- 1917年（大正06年）、久邇宮家の本邸が建設される。
- 1922年（大正11年）、久邇宮邸御常御殿として現在の聖心女子大学パレスが起工する。
- 1923年（大正12年）、建設中に関東大震災が発生する。
- 1924年（大正13年）、完成する。
- 1945年（昭和20年）、久邇宮家の臣籍降下により、国の管理を経て、映画会社大映の所有となる。
- 1947年（昭和22年）、聖心女子大学が購入。
- 1949年（昭和24年）、1号館建築にあたって、パレスを現在の場所に移築する。
- 2000年（平成12年）、国の登録有形文化財に登録される。
- 2017年（平成29年）、御常御殿・小食堂（合わせて1棟）と正門が「旧久邇宮邸 2棟」として国の重要文化財に指定される（車寄は重要文化財の附（つけたり）指定となる）[1]。

## 概要
- 設計、宮内庁内匠寮。担当、森山松之助。
- 総建坪約128坪、千鳥入母屋造純日本建築。